# Lemma di Dini
In matematica, il lemma di Dini fornisce una condizione sufficiente per ottenere la convergenza uniforme di una successione di funzioni continue convergente puntualmente ad una funzione continua ed ha svariate applicazioni nell'analisi matematica e in particolare nell'analisi funzionale.

## Enunciato
Sia {\displaystyle (X,d)} uno spazio metrico compatto e sia {\displaystyle (f_{n})} una successione di funzioni continue da {\displaystyle X} in {\displaystyle \mathbb {R} } tale che:
{\displaystyle f_{n+1}(x)\geq f_{n}(x)\qquad \forall n\in \mathbb {N} \quad \forall x\in X}
e che:
{\displaystyle f_{n}(x)\to f(x)\qquad \forall x\in X}
dove {\displaystyle f:X\to \mathbb {R} } è una funzione continua. Allora la successione {\displaystyle (f_{n})} tende a {\displaystyle f} uniformemente su {\displaystyle X}.
La successione {\displaystyle (f_{n})} può essere supposta monotona decrescente anziché crescente, cioè {\displaystyle f_{n+1}(x)\leq f_{n}(x)\quad \forall n\in \mathbb {N} \quad \forall x\in X}. Inoltre, la continuità del limite {\displaystyle f} è essenziale, come risulta dal seguente semplice esempio: sia {\displaystyle X={[}0,1{]}\subset \mathbb {R} } e {\displaystyle f_{n}(x)=x^{n}} per {\displaystyle n\in \mathbb {N} }. Le ipotesi del teorema sono tutte soddisfatte (con monotonia decrescente) salvo la continuità del limite che risulta essere la funzione definita da {\displaystyle f(x)=0} per {\displaystyle x\in {[}0,1{[}} e {\displaystyle f(1)=1}. Tale funzione non è continua su {\displaystyle X} e la convergenza della successione non può essere uniforme. Ricordiamo infatti che il limite uniforme di funzioni continue è necessariamente continuo.

## Dimostrazione
Fissato {\displaystyle \varepsilon >0}, per ogni {\displaystyle n\in \mathbb {N} } si definisce l'insieme:
{\displaystyle X_{n}^{\varepsilon }\doteq \left\{x\in X:f(x)-\varepsilon <f_{n}(x)\right\}}
Per la continuità di {\displaystyle f} e di {\displaystyle f_{n}} l'insieme {\displaystyle X_{n}^{\varepsilon }} è aperto per ogni {\displaystyle n\in \mathbb {N} }, e per la monotonia della successione {\displaystyle (f_{n})} si ha {\displaystyle X_{n}^{\varepsilon }\subseteq X_{n+1}^{\varepsilon }} per ogni {\displaystyle n\in \mathbb {N} }. Inoltre, risulta:
{\displaystyle X=\cup _{n=1}^{\infty }X_{n}^{\varepsilon }}
poiché, fissato {\displaystyle x\in X}, esiste un naturale {\displaystyle m}, dipendente da {\displaystyle x}, tale che {\displaystyle x\in X_{m}^{\varepsilon }}. 
La famiglia {\displaystyle \left\{X_{n}^{\varepsilon },n\in \mathbb {N} \right\}} è pertanto un ricoprimento aperto di {\displaystyle X} e, per la compattezza di {\displaystyle X}, esiste sottoricoprimento finito {\displaystyle \left\{X_{n}^{\varepsilon },n\in I\right\}}, dove {\displaystyle I} è un sottoinsieme finito di {\displaystyle \mathbb {N} }. Detto {\displaystyle N} il massimo elemento di {\displaystyle I}, per la proprietà di inclusione della famiglia degli insiemi {\displaystyle X_{n}^{\varepsilon }}, risulta {\displaystyle X=X_{N}^{\varepsilon }} e ciò implica, ricordando la monotonia della successione, che:
{\displaystyle f(x)-\varepsilon <f_{n}(x)\leq f(x)}
per ogni {\displaystyle x\in X} e per ogni {\displaystyle n\geq N}. Per l'arbitrarietà di {\displaystyle \varepsilon } si ha la tesi.